# Аплазія
Аплазі́я (грец. а — не, заперечення + plasia — формування, утворення) — один із проявів дефектів розвитку, що характеризується відсутністю всього органа, його частини, ділянки тканини, частини тіла або всього зародка.
Як синонім часто вживається термін «агенезія» (грец. genesis — походження, виникнення).

## Етіологія та патогенез
Причинами аплазії є зовнішні тератогенні фактори (фізичні, хімічні, біологічні), що впливають на ембріон безпосередньо чи опосередковано через організм матері. Ці ж фактори, діючи на гамети батьків, можуть викликати хромосомні хвороби з аплазією того чи іншого органа (тканини) або спадково зумовлений дефект розвитку з аплазією.
Патогенез аплазії пояснюється відсутністю утворення зачатка органу (напр. первинної нирки); загибеллю зачатка зародка (деякі форми «порожнього плодового мішка»; відсутністю утворення чи загибеллю іншого органа, який впливає на розвиток першого (наприклад аплазія зачатка сечоводу призводить до аплазії вторинної нирки). Тератогенетичний термінаційний період (граничний термін, пізніше якого певний дефект розвитку не може виникнути) обмежується при більшості аплазій першим місяцем внутрішньоутробного життя.
Аплазія може спостерігатися в будь-якому органі людини (головний мозок, спинний мозок, серце, легені, сечостатеві органи та ін.). Вплив на організм аплазії органа, тканини або частини тіла різний.
Деякі види аплазій (аненцефалія, амієлія, відсутність і двобічна аплазія нирок) несумісні з життям. Інші види можуть викликати тяжкі порушення функцій і без хірургічної корекції призводять до смерті в різному віці (наприклад діафрагмальна грижа, хвороба Гіршпрунга). Аплазія частини кінцівки сумісні з життям. Аплазія одного з парних органів, наприклад однобічна ниркова аплазія, іноді цілком компенсується вікарною гіпертрофією іншого і може не виявлятися клінічно протягом усього життя.

## Приклади
- Набута чиста еритроцитарна аплазія
- Апластична анемія
- Синдром Ді Джоржи (аплазія тимусу)